# Efutop
Die Sprache Efutop (auch Agbaragba und Ofutop genannt; ISO 639-3: ofu) ist eine ekoide Sprache, die von 10.000 Personen im nigerianischen Bundesstaat Cross River gesprochen wird.
Es zählt zur Sprachfamilie der Niger-Kongo-Sprachen und bildet mit den ekoiden Sprachen die Gruppe der südbantoiden Sprachen.
Die Sprache ist die Muttersprache der Volksgruppe der Efutop (bzw. Ofutop oder Agbaragba), die vor allem Farmer sind.